# Ann Lauterbach
Ann Lauterbach (geboren 28. September 1942 in New York City) ist eine US-amerikanische Lyrikerin.

## Leben
Ann Lauterbach ist eine Tochter des früh verstorbenen Journalisten Richard Lauterbach (1914–1950).  Sie studierte Englisch an der University of Wisconsin–Madison und danach für ein Jahr an der Columbia University. Sie arbeitete für acht Jahre in London im Verlagswesen, bei Kunstgalerien und als Lehrerin und ab 1974 in New Yorker Galerien. Anschließend lehrte sie Literatur und kreatives Schreiben am Brooklyn College, an der Columbia University, am Iowa Writers’ Workshop, an der Princeton University, am City College of New York und an der City University of New York. Seit 1991 ist sie Dozentin am Bard College und erhielt dort eine Professur für Literatur. Sie wurde mit einer MacArthur Fellowship und einem Guggenheim-Stipendium gefördert. Beim National Book Award kam sie 2009 mit ihrem  Lyrikband Or to Begin Again unter die Finalisten.
Lauterbach lebt in Germantown im Columbia County.

## Werke (Auswahl)
- Under the Sign. New York : Penguin, 2013
- Or to Begin Again. New York : Penguin, 2009
- The Night Sky: Writings on the Poetics of Experience. Essays. Viking, 2005
- Hum. New York : Penguin, 2005
- If in Time: Selected Poems 1975-2000. New York : Penguin, 2001
- On a Stair. New York : Penguin, 1997
- And for Example. New York : Viking, 1994
- Clamor. New York : Viking, 1991
- How Things Bear Their Telling. Mappe mit Illustrationen von Lucio Pozzi. Colombes : Colombes, Frankreich : Collectif Génération, 1990
- Before Recollection. Princeton : Princeton University Press, 1987
- Closing Hours. Madison : Red Ozier Press, 1983
- Later That Evening. Brooklyn : Jordan Davies, 1981
- Many Times, but Then. Austin : University of Texas Press, 1979
- Book One. New York : Spring Street Press, 1975
- Vertical, Horizontal. Dublin : Seafront Press, 1971